# Museo de Arte Asiático de San Francisco
El Museo de Arte Asiático de San Francisco - Centro Chong-Moon Lee para el Arte y la Cultura de Asia es un museo en San Francisco, California, que está especializado en arte asiático. Fue fundado por el atleta olímpico Avery Brundage en la década de 1960 y tiene más de 18 000 obras de arte en su colección permanente, algunas con una antigüedad de hasta 6000 años. Su logotipo es una letra A invertida, que también parece una letra V con una línea que la atraviesa.

## Historia
El museo debe su origen a una donación a la ciudad de San Francisco por parte del millonario de Chicago Avery Brundage, quien fue un importante coleccionista de arte asiático. La Society for Asian Art, incorporada en 1958, fue el grupo que se formó específicamente para obtener la colección de Avery Brundage. El museo abrió sus puertas en 1966 como un ala del Museo Conmemorativo MH de Young en el Parque Golden Gate. Brundage continuó haciendo donaciones al museo, incluido el legado de toda su colección personal restante de arte asiático a su muerte en 1975. En total, Brundage donó más de 7700 objetos de arte asiático a San Francisco.
A pesar del objetivo declarado de Brundage de crear un "puente de entendimiento" entre los Estados Unidos y Asia, una visión más profunda de sus acciones reveló que tenía creencias racistas, sexistas y antisemitas que contradecían por completo la misión y los valores del museo. En 2020, el museo retiró una estatua de Brundage de su vestíbulo y lanzó un nuevo examen exhaustivo de su controvertido legado.
El museo recibió el elogio del Ministro de Relaciones Exteriores de Japón por sus contribuciones a la promoción del intercambio cultural a través del arte entre Japón y los Estados Unidos el 1 de diciembre de 2020.
Jay Xu es el director del museo.

### Reubicación
Hasta 2003, el museo compartió un espacio con el Museo de Young en el Golden Gate Park. A medida que crecía la colección del museo, las instalaciones del Golden Gate Park ya no eran suficientes para exhibir o incluso albergar la colección. En 1987, la alcaldesa Dianne Feinstein propuso un plan para revitalizar el Centro Cívico que incluía la reubicación del museo en la Biblioteca Principal. En 1995, el empresario de Silicon Valley, Chong-Moon Lee, hizo una donación de 15 millones de dólares para lanzar la campaña de financiación de un nuevo edificio para el museo.
Durante su último año en el parque, fue cerrado con el fin de trasladarse a su nueva ubicación. Reabrió el 20 de marzo de 2003, en el antiguo edificio de la biblioteca de la ciudad de San Francisco frente al Centro Cívico de San Francisco, que fue renovado para ese propósito, bajo la dirección del arquitecto italiano Gae Aulenti. Lord Cultural Resources, una práctica profesional cultural, también recibió el encargo de realizar una secuencia de tres partes de estudios de planificación para la reubicación del Museo.
La antigua biblioteca principal era un edificio de estilo Beaux Arts diseñado por George Kelham en 1917. El nuevo proyecto de 160,5 millones de dólares, diseñado por Gae Aulenti, introdujo un patio interior iluminado por un lucernario para proporcionar un núcleo central dramático al museo. Eliminando algunas paredes interiores, Aulenti creó una sensación de apertura para facilitar el movimiento de los visitantes y la exhibición de las obras de arte. Los nuevos 185 000 pies cuadrados (17 187,1 m²) aumentaron el espacio de exposición en aproximadamente un 75 por ciento en comparación con la antigua ubicación en el Golden Gate Park.
La renovación también trajo consigo un esquema de actualización antisísmica en el edificio que conlleva el aislamiento sísmico de la cimentación. Los cojinetes se colocaron sobre el sistema de cimientos, debajo de la losa actual del edificio, a nivel con un nuevo sótano construido sobre los cojinetes durante el proceso de rehabilitación. Además, la superestructura se endureció mediante la adición de muros de corte de hormigón, lo que permitió una trayectoria de carga lateral rígida para todas las secciones del edificio.
En octubre de 2011, el museo lanzó una nueva identidad institucional. Diseñado por la agencia de branding Wolff Olins, el logotipo es una A invertida, que representa la idea de abordar el arte asiático desde una nueva perspectiva.

### Expansión
En marzo de 2016, el museo anunció que construirá un nuevo pabellón adicional a su actual edificio del Centro Cívico de San Francisco. El nuevo pabellón se asentará sobre un ala existente de nivel inferior en el lado de Hyde Street del museo; y agregará alrededor de 9,000 pies cuadrados de espacio nuevo en la primera planta del museo. Se espera que la ampliación se abra en septiembre de 2019. En enero de 2019, Abby Chen fue nombrada Directora de Arte Contemporáneo.

## Colección
La colección tiene aproximadamente 18,000 obras de arte y objetos de los principales países y tradiciones asiáticos, algunos de los cuales tienen hasta 6,000 años. Las galerías están dedicadas a las artes del sur de Asia, Irán y Asia central, el sudeste de Asia, el Himalaya, China, Corea y Japón. Hay más de 2.000 obras expuestas en las galerías del museo.
El museo se ha convertido en un centro de exposiciones especiales y itinerantes, entre ellas: la primera gran exposición china que viaja fuera de China desde el final de la Segunda Guerra Mundial (en 1975), una exposición arqueológica que atrajo a 800 000 visitantes durante un período de ocho semanas, y una exposición sobre sabiduría y compasión inaugurada por el Dalai Lama en 1991.

## Galerías

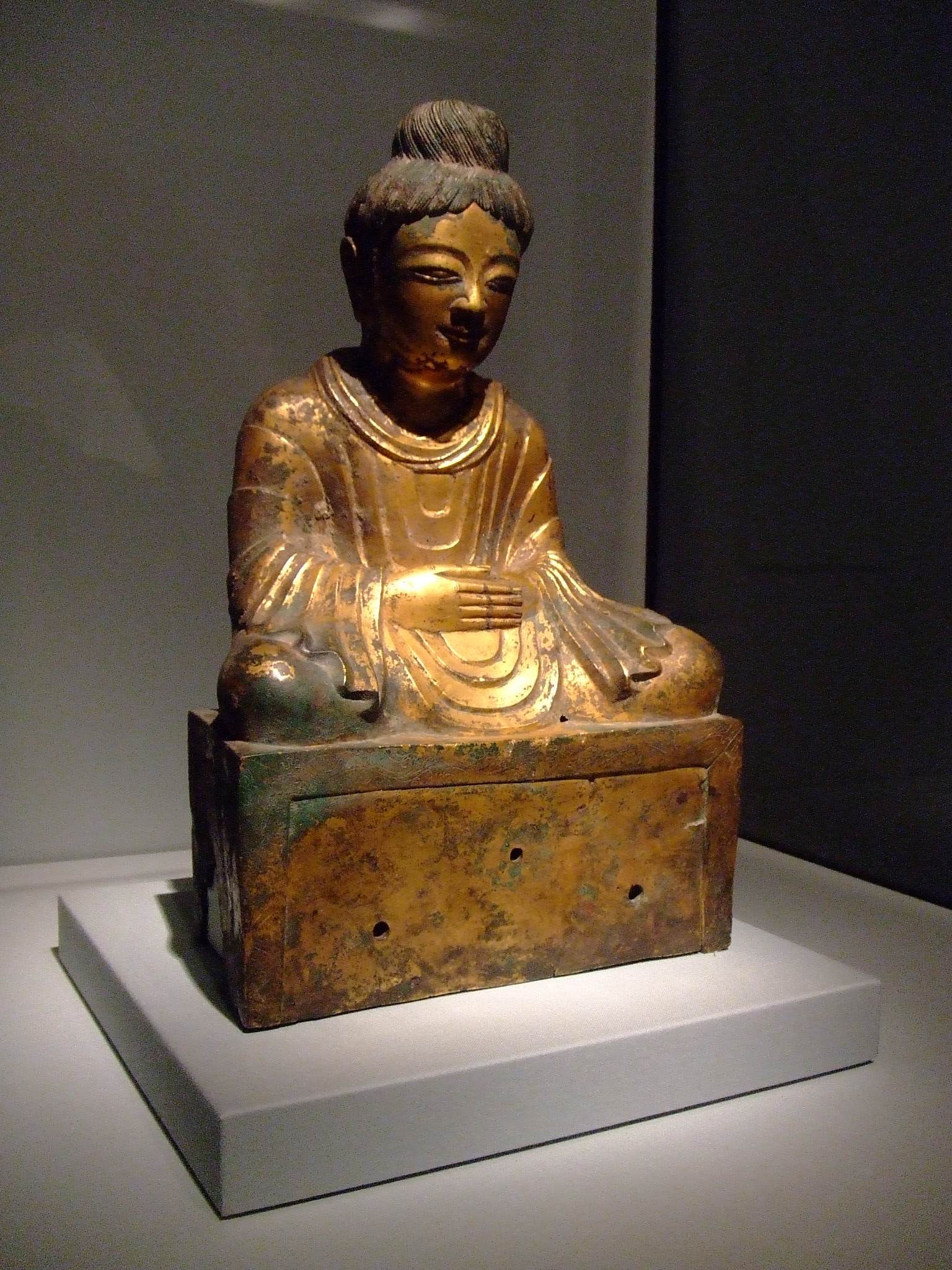
Buda fechado en 338, la escultura de Buda fechada más antigua conocida producida en China
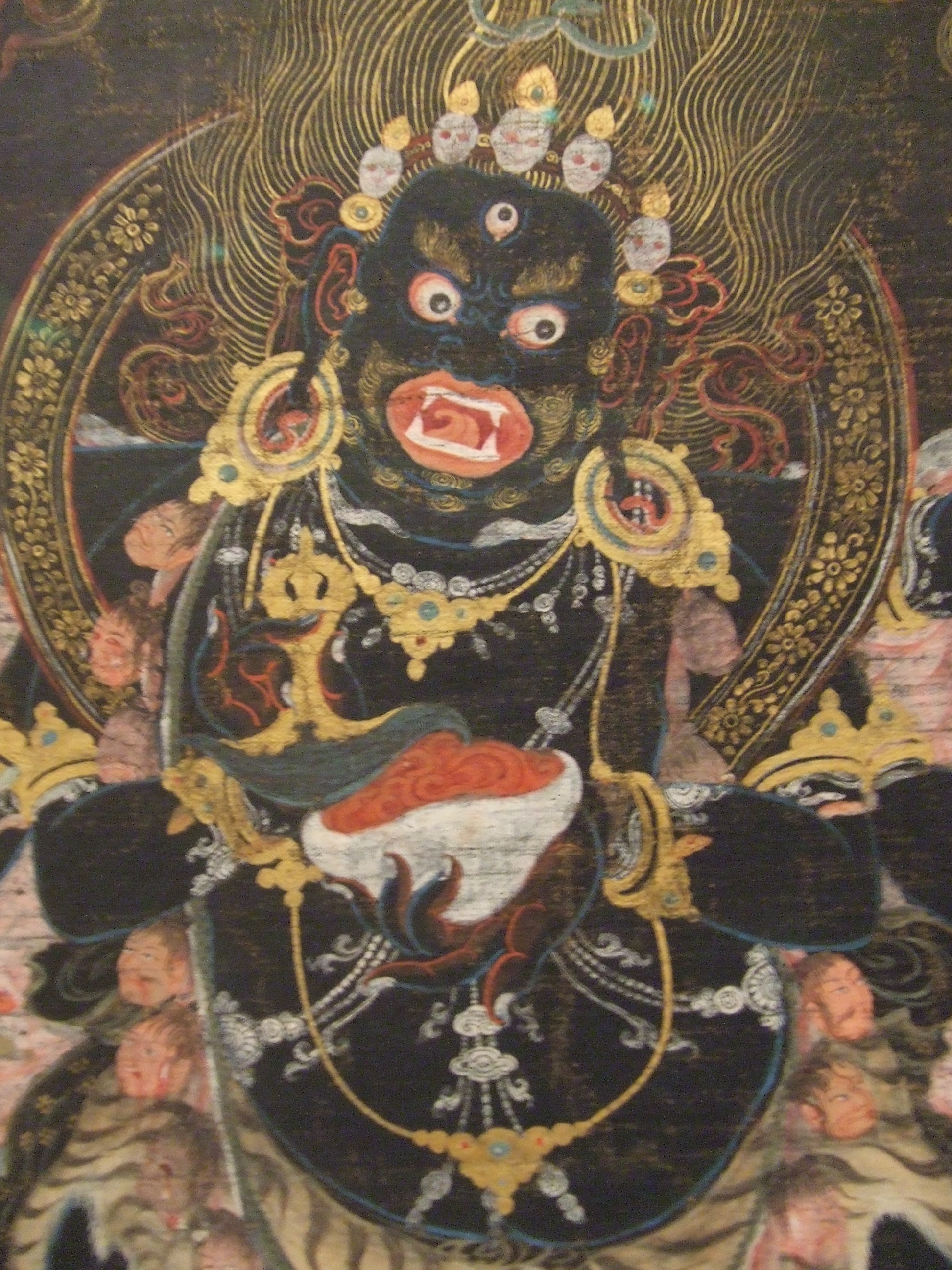
Pintura tibetana de la deidad budista Mahakala
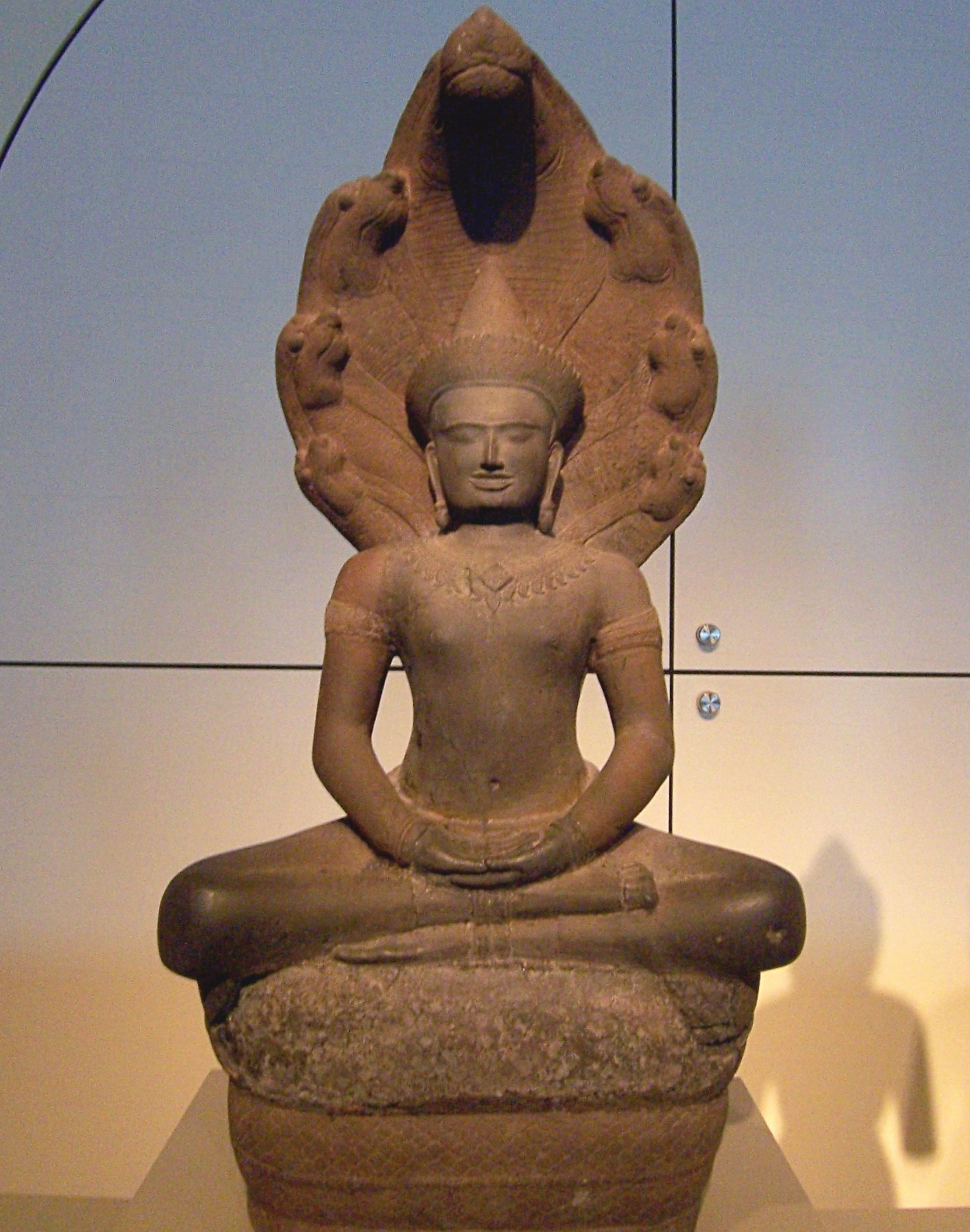
Escultura camboyana de Buda del siglo XII
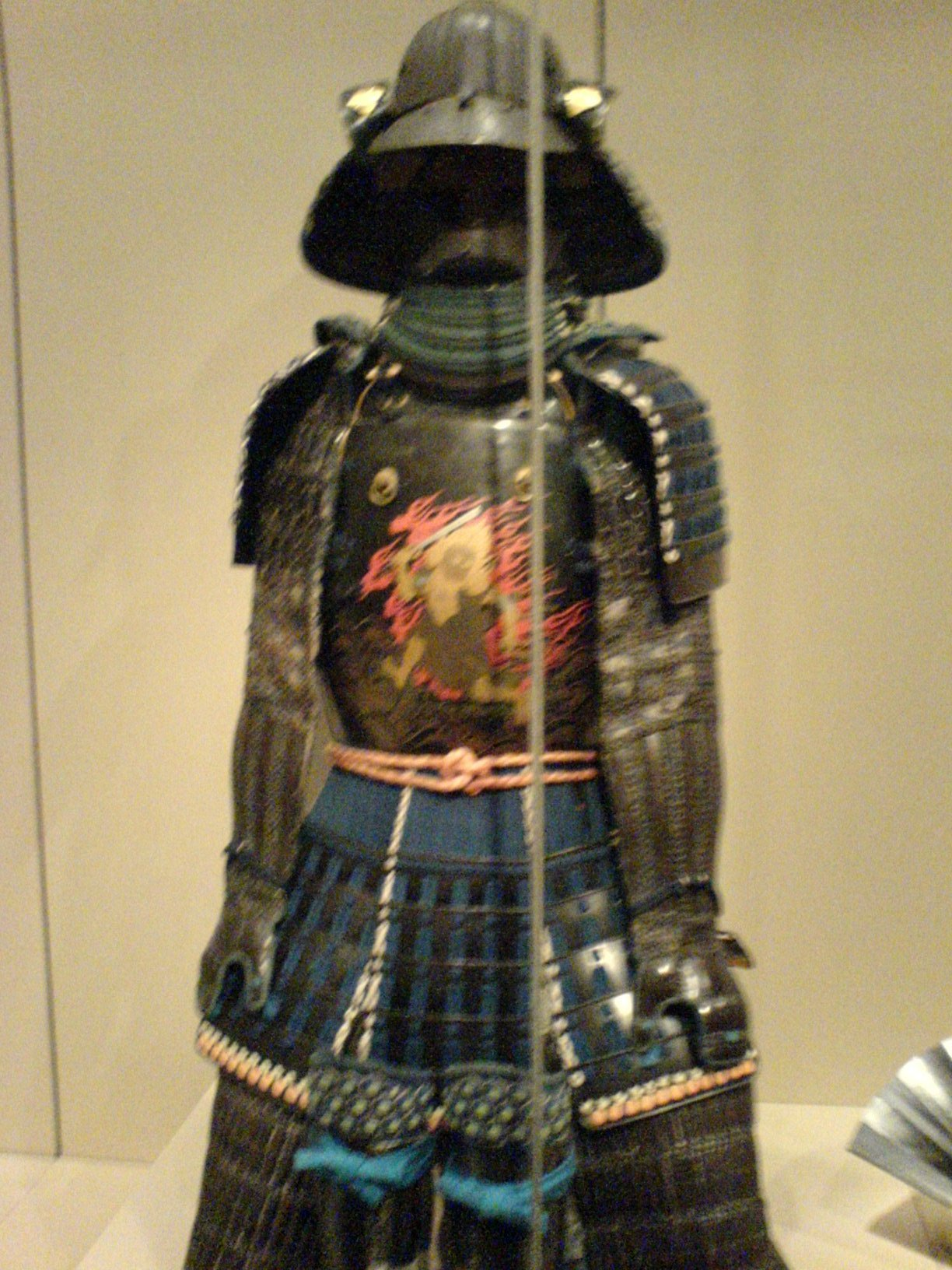
Armadura Samurai en exhibición

## Casa de te
Una casa de té japonesa se exhibe en la segunda planta de exhibición del museo. Esta casa de té fue construida en Kioto, desarmada, enviada a San Francisco y reconstruida en el museo por carpinteros japoneses. El nombre de la casa de té se puede ver en una placa de madera "In the Mist" ubicada junto a la Casa de Té en el segundo piso del museo. La caligrafía de esta placa de madera se basa en la caligrafía de Yamada Sobin y fue encargada por Yoshiko Kakudo, el primer curador de arte japonés del museo. La Casa de Té fue diseñada por el arquitecto Osamu Sato como una casa de té en funcionamiento, así como una caja expositiva. Es una sala de esteras de tres y tres cuartos (sanjo daime). Se completa con una alcoba para exhibir un pergamino y flores, un hogar hundido que funciona con energía eléctrica se usa en invierno para la tetera de agua caliente y un área de preparación en funcionamiento (mizuya) con agua corriente fresca y desagüe.